# John Van Rymenant
John Van Rymenant, né le 20 août 1942 et mort le 8 novembre 2018 est un musicien belge.

## Biographie
John Van Rymenant naît le 20 août 1942. Il est à l'origine musicien de formation jazz.
En 1980 il figure parmi les organisateurs du premier festival de musique électronique (à Bruxelles). En 1981 il fait une tournée en Californie avec André Stordeur (en) et Peter Beyls.
Il passe six mois au Brésil à concevoir et monter un spectacle intitulé Memory Stop pour la troupe Plan K. Memory Stop est le premier disque de Van Rymenant pour Igloo Records en 1982, avant Scan Lines en 1984 avec Michael Galasso.
À partir de 1984 il revient au jazz expérimental et à la musique improvisée avec Jean-Paul Danhier, José Bedeur, Ivo Vanderborght puis avec Transatlantic connection avec Garrett List et Youssef Yan.
Il anime en 1986, au Botanique à Bruxelles, une série d'ateliers-rencontres consacrés à la micro-informatique musicale.
L'année d'après il collabore au projet Compaxident 1 de Geoff Leigh.
John Van Rymenant meurt le 8 novembre 2018.